# پودبیله (استان پودلاسکی)
پودبیله (به لهستانی:  Podbiele) یک روستا در لهستان است که در گمینا بیلسک پودلاسکی واقع شده‌است.